# Диллон, Николас
Николас Ли Диллон (англ. Nicholas Lee Dillon; 25 марта 1997 года, Порт-оф-Спейн, Тринидад и Тобаго) — тринидадский футболист, нападающий.

## Карьера
Воспитанник клуба «Сентрал». За него нападающий с небольшим перерывом выступал на протяжении четырёх лет. Дважды Диллон вместе с командой становился чемпионом страны и побеждал в розыгрыше Карибского клубного чемпионата.
В 2017 году форвард переехал играть в Европу, где подписал контракт с любительским бельгийским коллективом «Патро Эйсден Масмехелен».

## Сборная
Впервые в национальную сборную страны Диллон был вызван весной 2018 года. 17 апреля форвард дебютировал за тринидадцев в товарищеском матче против сборной Панамы, завершившимся победой соперников со счетом 1:0. В игре нападающий вышел на замену.

## Достижения

### Международные
- Победитель Карибского клубного чемпионата  (2): 2015, 2016.

### Национальные
- Чемпион Тринидада и Тобаго  (2): 2015/16, 2016/17.